# Prattville (Alabama)

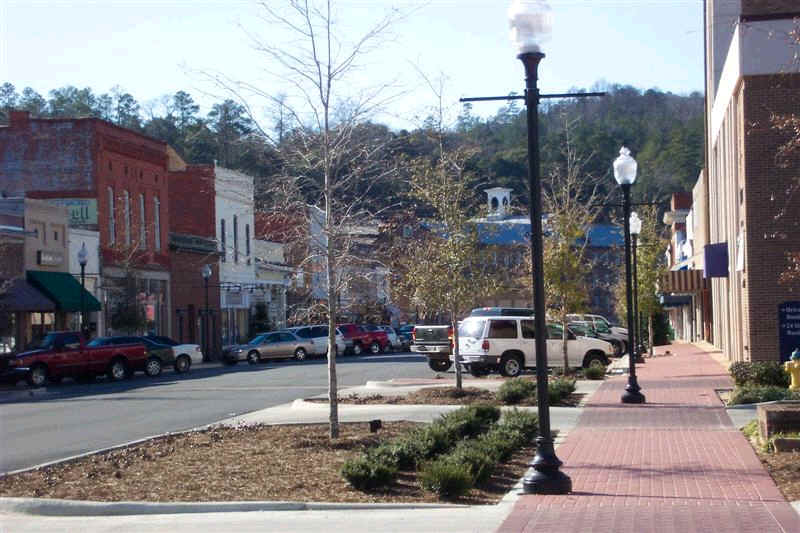
Het centrum van Prattville

Prattville is een plaats (city) in de Amerikaanse staat Alabama, en valt bestuurlijk gezien onder Autauga County en Elmore County.

## Geschiedenis
Prattville is in 1839 gesticht door architect en industrieel Daniel Pratt. Het gebied werd grotendeels bewoond door inheemse bevolkingen en enkele kolonisten toen Pratt in 1830 voor het eerst de Autauga Creek ontdekte. Hij kocht er ongeveer 4 vierkante kilometer grond van Joseph May en begon aan de oevers van de rivier met de bouw van zijn fabriek en een dorp. Hij koos voor deze locatie omdat hij d.m.v. de rivier energie kon opwekken voor zijn ontkorrelmachine. De plaats groeide snel en werd een industrieel centrum. In 1868 werd Prattville tot hoofdstad van Autauga County uitgeroepen.
Op 17 februari 2008 lag Prattville op het pad van een tornado. Er raakten 45 huizen en bedrijven verwoest en 700 beschadigd. Er raakten 29 mensen gewond en de schade in Prattville werd op 85 miljoen dollar geraamd.

## Demografie
Bij de volkstelling in 2010 werd het inwoneraantal vastgesteld op 33.960.

## Geografie
Volgens het United States Census Bureau beslaat de plaats een oppervlakte van
87,9 km², waarvan 85,1 km² land en 2,1 km² water. Prattville ligt op ongeveer 98 m boven zeeniveau.

## Plaatsen in de nabije omgeving
De onderstaande figuur toont de plaatsen in een straal van 24 km rond Prattville.